# مستدمية
المستدمية أو هيموفيلاس (الاسم العلمي: Haemophilus) هي جنس من البكتيريا تتبع الفصيلة الباستوريلات من رتبة الباستوريليات. وهي من عصية صغيرة سالبة الغرام ذات محفظة عديدة السكاريد وهي واحدة من المقيحات الثلاثة الهامة ذات المحفظة إضافة إلى المكورة الرئوية والمكورة السحائية وهي السبب الرئيسي لالتهاب السحايا عند الأطفال.

## أنواع المستدمية
- مستدمية بيتمانية
- مستدمية حالة للدم
- مستدمية حريفية
- مستدمية خمولة
- مستدمية دوكرية
- مستدمية مصرية
- مستدمية مهبلية
- مستدمية نزلية
- مستدمية نظيرة النزلية
- مستدمية نظيرة الحريفية
- مستدمية هرية
- مستدمية بصاقية
- مستدمية سمكية
- مستدمية طيرية
- مستدمية مصاحبة للشعاويات
- مستدمية نظيرة الأرنبية
- مستدمية نظيرة الحالة للدم
- مستدمية نظيرة الخنزيرية
- (الاسم العلمي:Haemophilus equigenitalis)
- (الاسم العلمي:Haemophilus haemoglobinophilus)
- (الاسم العلمي:Haemophilus paragallinarum)
- (الاسم العلمي:Haemophilus paraphrohaemolyticus)
- (الاسم العلمي:Haemophilus pleuropneumoniae)